# ملح الطعام

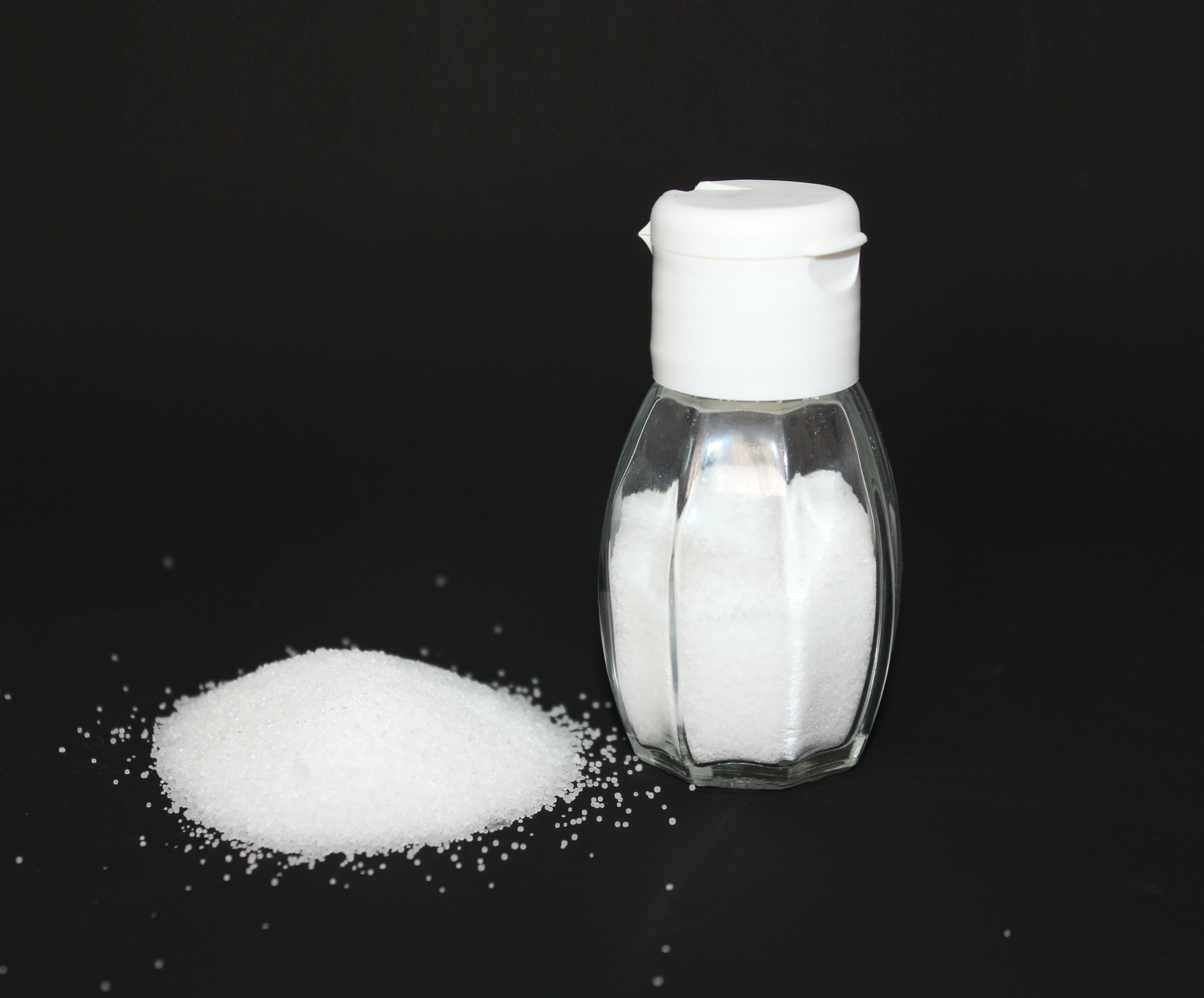
ملح الطعام

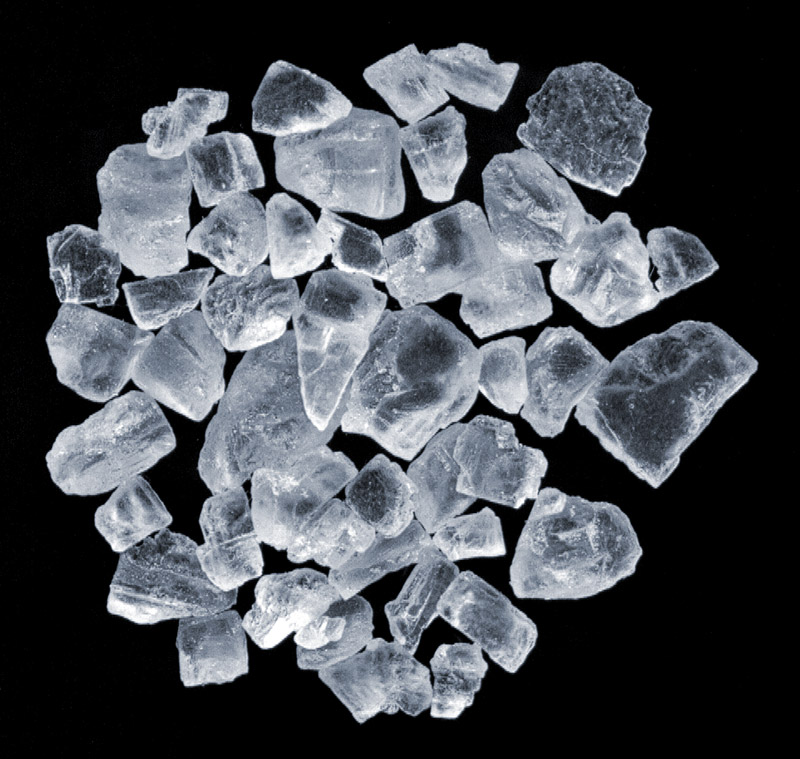
تكبير لحبيبات ملح

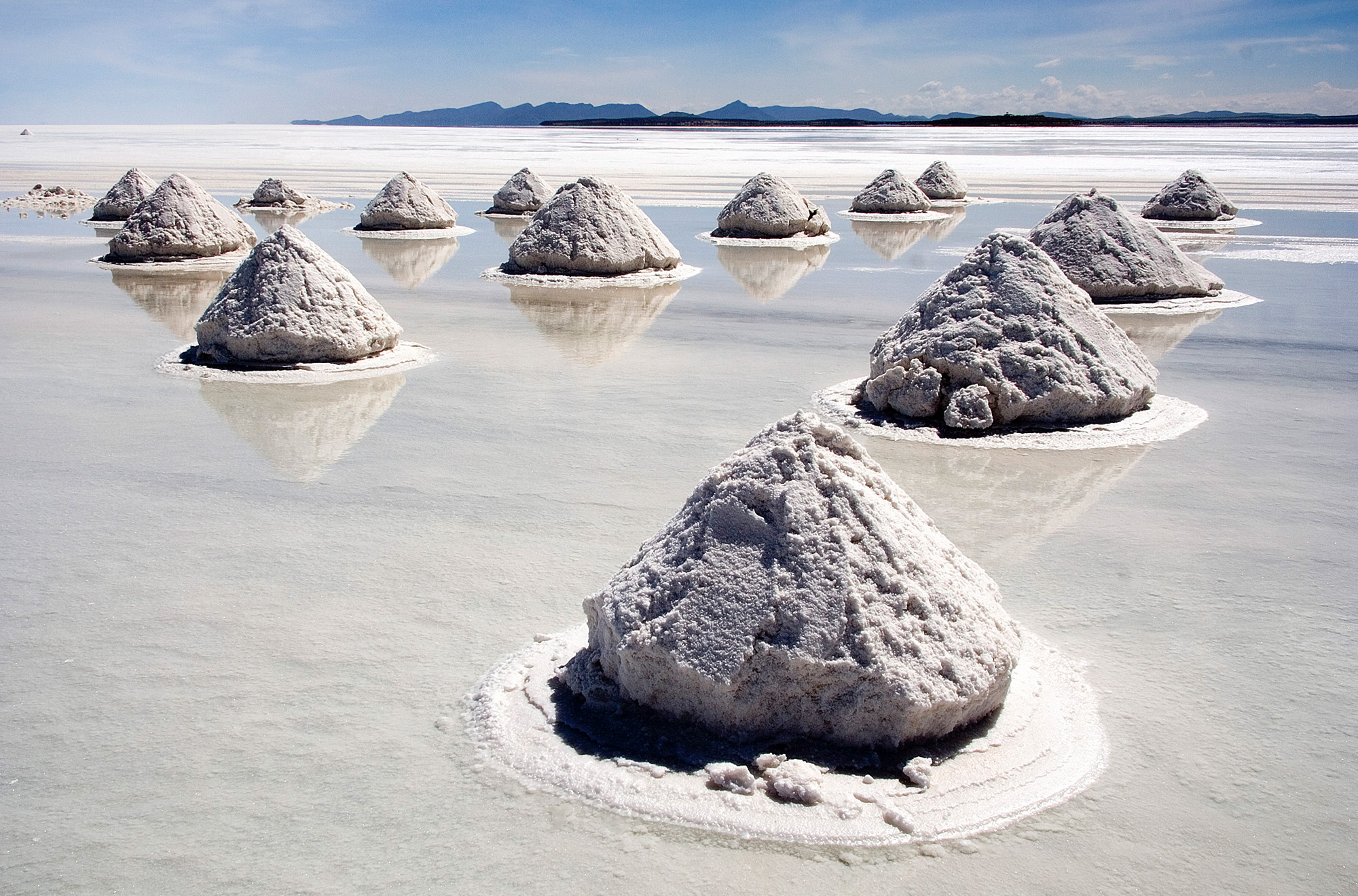
بحيرة ملحية في بوليفيا

ملح الطعام يتكون الملح المعروف بشكل رئيسي من مركب كيميائي يعرف بكلوريد الصوديوم (NaCl) والذي ينتمي لمجموعة أكبر من الأملاح. يوجد ملح الطعام في الطبيعة على هيئة بلّورات معدنية تُعرف بالملح الصخري أو الهاليت.  يوجد ملح الطعام بكثرة في ماء البحار حيث هو المُكَوِّن المعدني الرَّئيسي فيه. يحتوي المحيط على قرابة 35 جرام من الملح لكل لتر (oz 1.2) وملوحة 3.5%. يُعدُّ الملح ضروريًّا لحياة الحيوان،  ويتواجد في أنسجة الحيوانات أكثر من أنسجة النبّاتات. لذلك فإن نمط غذاء البدو المعتاد الذين يعيشون على قطعانهم لا يُحتاج فيه إلى الملح أو يُضاف بكميَّاتٍ قليلة، بينما نظام الغذاء المعتمد على القمح يحتاج إلى مكمّلات غذائية. وتعد الملوحة أحد أساسيّات حاسَّة التذوق لدى الإنسان. كما أن الملح من أقدم وأوفر التوابل، ويعد التمليح من أهم طرق حفظ الأطعمة.
تشير بعض الأدلة إلى أن معالجة الملح تعود إلى 8000 سنة مضت، حيث كان سكان رومانيا يغلون مياه الينابيع لاستخراج الملح. كذلك عثر على أدوات لمعالجة الملح في الصين تعود إلى نفس الفترة تقريبًا. وكان يعد الملح ثمينًا عند اليهود قديمًا وكذلك عند كل من الإغريق والرومان والبيزنطيين والحيثيّين والمصريّين. أصبح الملح سلعةً ثمينةً وكان يُنقَل بالقوارب عبر البحر المتوسط من خلال طرقٍ خاصَّةٍ بُنِيَت من أجل الملح وبقوافِل عبر الصحراء الكبرى. إن عوز الملح وحاجة الدول له أدت إلى نشوء حروب بينهم، واستعماله لزيادة عائدات الضرائب. كما يستعمل الملح في طقوس بعض الأديان وفي بعض الثقافات.
تتم معالجة الملح من خلال مناجم الملح، أو عن طريق تبخير مياه البحار أو مياه الينابيع   المليئة بالمعادن.  إن أهم المنتجات الصناعية للملح هي الصودا الكاوية والكلور.  ويستخدم في عمليات صناعية أخرى كتصنيع البوليفنيل كلورايد والبلاستيك وأكوام الورق. إن من مجمل الإنتاج السنوي للملح البالغ قرابة المئتي مليون طن يستهلك الإنسان مايقارب 6% من هذا الإنتاج فقط. بينما يُستخدم الباقي في عمليات معالجة الماء، وإزالة الجليد عن الطرقات، وفي الزراعة. يُباع الملح القابل للأكل بهيئات مختلفة كالملح البحري، وملح الطاولة (ملح الطعام) والذي يكون معالج عادة باليود للحدّ من الإصابة بنقص اليود وكذلك يحتوي عادة على مواد مضادة للتكتل. وكذلك يوجد الملح في كثير من الأطعمة المُعالجة. يُعد الملح غذاء ضروريا، وتتأثر الصحة بمدى كميته في الغذاء. 
إنّ كثرة الملح قد يزيد من ضغط الدم وزيادة احتمالية الإصابة بسكتة أو نوبة قلبية عند بعض الأشخاص. تنصح منظمة الصحة العالمية بأن يستهلك البالغون أقل من 2000 ملي جرام من الصوديوم والذي يعادل 5 جرامات من الملح يوميًّا. 

## التاريخ
عرف ملح الطعام منذ القدم لخصائصه، فاستعمل في الطبخ وكحافظ للأطعمة. واستعمله الإغريق والرومان واليهود في طقوسهم الدينية. اقتصادياً، اكتسب قيمة كبيرة. استعمل في الصين والحبشة للمقايضة وكعملة. في فرنسا، استحدثت ضريبة خاصة بالملح سميت «جبل» مما أثار الناس وكانت أحد أسباب الثورة الفرنسية.
لطالما مال الناس لبناء مجتمعاتهم حول مصادر الملح، أو في مكان يستطيعون التجارة من أجله. 
وطوال التاريخ كان وجود الملح هامًّا للحضارات. فكلمة "salary" والتي تعني أجرة اشتقت من الملح باللاتينية;  نظرا لاستعمال الرومانيين الملحَ أحيانًا كأجرة، حيث كانت قيمته تعادل الذهب.  وفي بريطانيا يعد 'الملحق "-ويتش"wich-" في نهاية أسماء الأماكن دلالة على كونه مصدرًا للملح في فترة من الفترات، كما في مدينتي ساندويتش ونوريتش.

## التركيب الكيميائي
يتركب الملح بشكل أساسي من المركب الأيوني كلوريد الصوديوم ذي الصيغة الكيميائية NaCl والذي يحتوي نسب متساوية من الصوديوم والكلور.. ويحتوي ملح البحر والملح المستخرج من المناجم (غالبا ما يكون مصدره ماء البحر من بحار عصر ما قبل التاريخ) على العناصر الزهيدة (والمفيدة بكميات قليلة لبعض الحيوانات والنباتات). تتم معالجة الملح المستخرج من المناجم (الملح المعدني) واستخدامه في إنتاج ملح الطعام (ملح الطاولة) عن طريق إذابته في الماء وتنقيته من خلال ترسيب باقي المعادن وإخراجها من المحلول ثم إعادة تبخيره. وغالبا ما يضاف اليود بعد هذه المعالجة. إن بلورات الملح شافَّة (شبه شفافة) غالبا ومكعبة الشكل، وتبدو بيضاء بالغالب لكن قد تعطيها بعض الشوائب لونا أزرق أو أرجواني. تساوي الكتلة المولية للملح 58.443 جم\مول، ودرجة ذوبانه تساوي 801°م وتساوي درجة غليانه 1465°م. كما تساوي كثافته 2017 جم\سم3. يُعد الملح سريع الذوبان في الماء ومعدل ذائبيته تساوي 359 جم\لتر، وعندما يُذاب الملح فيه فإنه ينفصل إلى أيون الصوديوم +Na وأيون الكلوريد - Cl. إن تبلور محلول الماء والملح يُنتج ثنائي الهيدرات NaCl•2H2O. كما أن محاليل كلوريد الصوديوم مع الماء لها خصائص مختلفة عن المياه النقية; حيث تنخفض درجة التجمد إلى -21.12 °م عند كون كتلة الملح 23.31% من المحلول، ودرجة الذوبان لمحلول ملح مشبع تساوي تقريبا 108.7°م.

## ملح الطعام
يعد الملح هامًّا لصحة الإنسان والحيوان ويستخدم في مناطق كثيرة من العالم كتوابل. كما تعد الملوحة أهم حواس التذوق الخمسة الأساسية.
ملح الطعام هو ملح معالج يتكون 97%-%99 منه من كلوريد الصوديوم (NaCl) بالإضافة غالبا إلى موانع تكتُّل مثل ألومينوسيليكات الصوديوم أو كربونات المغنيسيوم لِتسهَّل من تدفقه. يتوافر الملح المعالج باليود والذي يحتوي يوديد الصوديوم في دول كثيرة˛ كما يضاف له مجفف أحيانًا كحبوب الأرز أو البسكويت المملح ليساعد على امتصاص الرطوبة وتكسير تكتلات الملح التي قد تنتج منها. 

### الملح المدعَّم
تتواجد بعض الإضافات في بعض أنواع ملح الطعام وذلك لتكميل النواقص الغذائية لتفادي بعض الأمراض وخاصة في الدول النامية. تختلف أنواع وكميات المواد المضافة من دولة لأخرى. يعد اليود من الأغذية المُحتاجة بكميَّات قليلة̨ ونقص في كمية هذا العنصر قد تؤدي إلى انخفاض إنتاج الثيروكسين (أحد هرمونات الغدة الدرقية) وبالتالي تحدث حالة قصور الدرقية وتضخم في هذه الغدَّة مما قد ينتج الفدامة عند الأطفال. بدأ استعمال الملح المعالج باليود لتفادي هذه الحالات منذ عام 1924 م. ويتكون هذا الملح من ملح الطعام مع كميات قليلة من يوديد البوتاسيوم أو يوديد الصوديوم أو يودات الصوديوم. كما قد يضاف سكّر أحادي يعرف بالدكستروز ليساعد على تثبيت وتوازن اليود. تُقدر حالات نقص اليود بالعالم إلى حوالي مئتي مليون شخص˛ وهو المسبب الأول الذي من الممكن تفاديه للتخلف العقلي. كما كان استخدام الملح المعالج باليود فعّالا لتفادي حالات نقص اليود.
تختلف كمية اليود ومركباته من دولة لأخرى فالملح المعالج في الولايات المتحدة يحتوي على 46-77 جزيء من مليون جزيء˛ حيث تنصح هيئة الغذاء والدواء الأمريكية بتناول 150 مايكروجرام من اليود يوميًّا لكل من الذكور والإناث. بينما الكمية الموصى بوضعها في الملح في المملكة المتحدة هي 10-22 جزيء من المليون.
يضاف حديدوسيانيد الصوديوم أحيانا مع ملح الطعام كمانع للتكتل. ويعد آمنًا للبشر بكميات قليلة حيث تم قبول أدلة عدم سميته كإضافة غذائية من قبل مجلس السموم عام 1988م. بدأ استعمال موانع التكتل عام 1911م عندما استخدم كربونات المغنيسيوم لتسهيل حركة الملح. تستعمل أحيانا بعض موانع التكتل الأخرى كفوسفات ثلاثي الكالسيوم ̨ كربونات المغنيسيوم أو الكالسيوم الملح الحمضي˛ أكسيد المغنيسيوم ˛ ثاني أكسيد السليكون ˛ سيليكات الكالسيوم ̨ ألومينيوسيليكات الصوديوم، وألومينيوسيليكات الكالسيوم. كل من الاتحاد الأوروبي وهيئة الغذاء والدواء الأمريكية سمحا باستعمال الألومنيوم مع المركبين الأخيرتي الذكر.
يضاف كل من ملح الحديد وملح اليوديد في ما يسمى بتدعيم الملح الثنائي. تكمن فائدة ملح الحديد لتجنب فقر الدم الناجم عن عوز الحديد والذي يؤثر على النمو الذهني فيما يقارب 40% من الرضَّع في الدول النامية. يعد فومارات الحديد الثنائي هو المصدر الرئيسي للحديد.  أحد الإضافات المهمة الأخرى وخاصة للحوامل هي حمض الفوليك (فيتامين ب 9) والذي يعطي لونا أصفرا لملح الطعام. يساعد حمض الفوليك بالوقاية من عيب الأنبوب العصبي وفقر الدم.
يعد كذلك نقص الفلورين في الحمية سببا لكثير من الإصابات بتسوس الأسنان. قد تضاف أملاح الفلوريد إلى ملح الطعام بهدف تقليل الإصابة بتسوس الأسنان وخاصة في الدول التي لم تستفد من إضاقة الفلور إلى الماء أو معجون الأسنان. ويعد هذا الفعل منتشرًا أكثر في الدول التي لا تضيف الفلور إلى ماء الشرب. 35% من ملح الطعام في فرنسا يحتوي على فلوريد الصوديوم.

### أنواع أخرى
يحتوي الملح غير المعالج على كمّيات قليلة من المغنيسيوم وهاليدات الكالسيوم والكبريت وآثار منتجات الطحالب والجسيمات المترسبة وكذلك بعض البكتيريا المحبة للملوحة. يعطي الكالسيوم والمغنيسيوم قليلا من الطعم المر، ويعطيان الملح خاصية الاسترطاب (امتصاص الماء تدريجيا من الجو). تساهم منتجات الطحالب قليلا بإعطاء الملح رائحة شبيهة بالبحر أو السمك؛ لوجود مركبات البرومين العضوية. أما الجسيمات المترسبة فتعطيه مظهرا رصاصيا باهتا. ونظرًا لاستطاعة الإنسان شم وتذوق المركبات ذات الكميات الصغيرة، فإن الملح البحري عادة ما يكون ذا طعم أكثر تعقيدا من كلوريد الصوديوم النقي. وتشير الدراسات التابعة للملح الصخري بأن الملح البحري أو الصخري اللذان لم يعالجان لا يحتويان على كمية اليود الكافية للوقاية من أمراض نقص اليود. 
يختلف طعم ومدى ملوحة الملح الطبيعي باختلاف مصدره، مما يعطي نكهة خاصة له. ولزهرة الملح (ملح بحري يكون على سطح محاليل الملح المشبعة في الملَّاحات) طعم فريد يختلف من مكان لآخر حسب منطقة استخراجها. في أحد الأطباق الكورية التقليدية والذي يدعى بملح الخيزران يُجهَّز الطبق بتحميص الملح في حاوية من خيزران، وتغلق كلتا نهايتي الحاوية بالطين، حيث يمتص الملح المُحمَّص المعادن من الخيزران والطين. وهناك بعض الادعاءات أن هذا الطبق يزيد من خاصيتي منع تكسير الكروموسومات ومنع الطفرات الجينية الموجودة في طبق الدوينجانغ الكوري (عجينة فول الصويا المخمرة). 
لايحتوي ملح الكوشير على اليود على الرغم من معالجته، وحجم حباته أكبر من أغلب الأملاح المعالجة. مما قد يعطي خصائص مختلفة عند استخدامه بالطبخ، حيث يستعمل لتحضير لحم الكوشر. وليست كل المنتجات المصنفة كملح كوشير هي كذلك فعلًا بل يجب أن توثَّق من حاخام بأنها تطابق المتطلبات اللازمة لوصفها بذلك. 

### الملح في الأطعمة
يتواجد الملح بشكل طبيعي في كثير من المواد الغذائية كاللحوم والخضروات والفواكه، لكن بكميات صغيرة. وغالبا ما يضاف الملح للمواد الغذائية المعالجة كالأطعمة المعلبة والمخلَّلات والوجبات الخفيفة. حيث يستعمل لحفظ الطعام ولإضافة نكهة عند الأكل. تستخدم أملاح الألبان في تحضير كل من الزبدة والأجبان. كان الملح أحد أهم طرق حفظ الطعام قبل اختراع أجهزة التبريد الإلكترونية. فيحتوي سمك الرنجة 67 ملي جرام من الصوديوم لكل 100 جرام بينما يحتوي بعد تمليحه على 990 ملي جرام. وكذلك لحم الخنزير يحتوي على 63 ملي جرام بينما يحتوي بعد تمليحه على 1480 ملي جرام، أما البطاطس فيحتوي على 7 ملي جرام أما رقائق البطاطس المقلية فتحتوي على 800 ملي جرام لكل 100 جرام. إن مصادر الملح الطبيعية دون الاستعمال المباشر لكلوريد الصوديوم هي الخبز ومنتجات القمح واللحوم والحليب ومشتقاته.
لا يضاف الملح كتوابل في كثير من دول شرق آسيا، وإنما يتم استعمال صلصة الصويا أو صلصة السمك أو صلصة المحار واللاتي يحتوين على كمية عالية من الصوديوم حيث يعدن بديلا لملح الطعام المستخدم في المجتمعات الغربية، وغالبا ما تضاف هذه الصلصات مع الطهي وليس بعده. 

### النظام الغذائي والصحة
تعد كمية الصوديوم قرابة 40% من كتلة ملح الطعام، حيث يحتوي 6 جرام من الملح (ملعقة صغيرة) على ما يقارب 2300 ملي جرام من الصوديوم. للصوديوم دور مهم في جسم الإنسان حيث يساعد الأعصاب والعضلات على القيام بمهمتها بالشكل الصحيح، وكذلك يعد أحد العوامل المهمة لتنظيم الماء والسوائل داخل الجسم. يعد الملح مصدر الصوديوم الأساسي في المجتمعات الغربية، وكمية استهلاكهم للملح تعادل 10 جرام يوميًّا مما يعد أكثر من أغلب دول آسيا وشرق أوروبا. إن لمستويات الصوديوم العالية في كثير من الأطعمة المعالجة أثرًا على الكمية الكليَّة المستهلكة. حيث 77% من الصوديوم المستهلك في الولايات المتحدة مصدره وجبات المطاعم والأغذية المعالجة، و11% من إضافة ملح الطعام، أما الباقي فيكون متواجد بشكل طبيعي في الغذاء.
يُعد الإكثار من الملح مضرًّا للصحة وتوصي منظمة الصحة العالمية بتقليل استهلاك الملح. يرتبط زيادة استهلاك الملح مع ارتفاع خطورة الإصابة بسكتة والأمراض القلبية الوعائية بشكل عام. يعد تقليل استهلاك الملح بمقدار 1000 ملي جرام مساعدًا على تقليل احتمالية الإصابة بالأمراض القلبية الوعائية بما يقارب 30%. تقليل كميات الصوديوم المستهلكة عادة بشكلٍ عالٍ في الأشخاص الذين لا يعانون من أمراض حادة يساعد على خفض ضغط الدم وتكون النتائج أفضل عند المصابين بفرط ضغط الدم. وعلى الرغم من ذلك لا توجد آثار واضحة للتوصيات بتقليل استهلاك الصوديوم.
توصي منظمة الصحة العالمية أن يكون استهلاك الأشخاص البالغين أقل من 2000 ملي جرام من الصوديوم يوميًّا (ما يقارب 5 ملي جرام من الملح). وتوصي إرشادات الولايات المتحدة الأمريكية لعام 2010 م أن لا يتجاوز استهلاك كل من المصابين بفرط ضغط الدم والأمريكيين من أصل أفريقي ومتوسطي العمر وكبار السن 1500 ملي جرام من الصوديوم يوميًّا وأن يكملوا احتياجات الجسم للبوتاسيوم حيث تنص التوصيات على أخذ 4700 ملي جرام يوميًّا والمتواجدة في الخضروات والفواكه.
وإفادة تقليل استهلاك الصوديوم بشكل كبير هي مسألة مُختلف عليها. حيث يوصي تقرير لعام 2013 بألا يقلَّ استهلاك الفرد عن 1200 ملي جرام من الصوديوم يوميًّا (3 جرام من الملح). بينما ينص تقريرين لعام 2013 وعام 2015 على عدم وجود دليل كافٍ على أن تقليل الصوديوم أقل من 2300 ملي جرام يوميًّا ذا فائدة. وقد يكون النظام الغذائي ذا الصوديوم القليل أضرّ من النظام الغذائي الذي يحتوي على مستوى صوديوم مرتفع قليلًا. ويشكك البعض في الترابط بين استعمال الملح في الأكل والأمراض القلبية الوعائية عند عامة الناس. 

## الملح في غير الأطعمة
قرابة 6% فقط من الملح المنتج يستخدم للغذاء. أما الباقي ف 12% تستخدم في معالجة وإزالة قساوة الماء، و8% تستخدم لإزالة الجليد عن الطرقات و6% تستخدم في الزراعة. أما الباقي (68%) فيستخدم في العمليات الصناعية، حيث يعد كلوريد الصوديوم من أكثر المواد الخام غير العضوية المستعملة في الصناعة. وأهم منتجات كلوريد الصوديوم هي الصودا الكاوية والكلور، وتتم عملية فصل كلوريد الصوديوم عن طريق عملية التحليل الكهربائي لمحلول ملح نقي. وتستعمل هذه المنتجات في تصنيع كلوريد متعدد الفاينيل ومنتجات البلاستيك ولب الورق بالإضافة لمنتجات أخرى عضوية وغير عضوية. يستخدم كذلك الملح كقالب لتصنيع الألومنيوم؛ لذلك توجد طبقة من الملح الذائب تطفو فوق المعدن الذائب وتزيل الحديد والمعادن المُلوِّثة الأخرى. ويستخدم بالإضافة إلى ذلك في تصنيع الصابون والجلسرين حيث يضاف إلى وعاء لترسيب المنتجات المُتَصَبِّنَة. ويستخدم أيضًا في تصنيع المطاط الاصطناعي، والخزف حيث يتبخر الملح ويتكثف على سطح السيراميك منتجا لمعة في عملية تعرف بتزجيج الخزف.
يُضاف الملح إلى سائل الحفر عند حفر مادة رخوة كالرمل أو الحصى لمنح دعامة ومنع ما حول الحفرة من الانهيار. يستخدم كذلك في عمليات عديدة: كترسيخ الألوان عند صبغ النسيج، وإعادة تكوين الراتنج في عملية إزالة قساوة الماء، ودباغة الجلود، وتعليب اللحوم والخضروات.

## الإنتاج
يعد إنتاج الملح من أقدم الصناعات الكيميائية. وأحد أهم المصادر له هو ماء البحر الذي تساوي ملوحته تقريبا 3,5% والذي يعني أن يوجد 35 جم من الملح المُذاب لكل كجم من ماء البحر. تعتبر المحيطات مصدر ملح غير ناضب وبسبب هذه الوفرة في المصادر فإنه لم يتم حساب مخزون الملح. ويعد تبخير ماء البحر هو الخيار المثالي لإنتاج الملح للمدن الساحلية ذات مدى تبخّر عالٍ وترسب منخفض. تمتلئ الملّاحات بماء المحيطات ومن الممكن حصد بلورات الملح بعد جفاف الماء. تمتلك هذه المحاليل ألوانا بارزة نظرًا لوجود بعض أنواع الطحالب والمخلوقات المجهرية المحبة للملوحة والتي تنمو في هذه البيئة. 

## الملح في الأديان
لطالما كان للملح مكانة مهمة في كثير من الأديان والثقافات. يُرمى الملح عادة على النار لإصدار بعض الضجيج والفرقعة في الديانة الفيدية وفي بعض طقوس الحيثيِّين واحتفالات الساميين والإغريق عند حلول الأشهر القمرية. كان المصريون القدماء والإغريق الرومان يتقربون إلى آلهتهم بتقريب الملح والماء، ويعتقد البعض أن هذا منشأ وأصل الماء المقدس في المعتقد المسيحي. وعند الأزتيك كانت يوكسيسواتل (Huixtocihuatl) آلهة الإخصاب والتي تستجيب عند تقريب الماء والملح، كما تسمى بآلهة الملح.
وقد روى ابن ماجه في سننه من حديث أنس بن مالك رضي الله عنه أن رسول الله صلى الله عليه وسلم قال: سيد إدامكم الملح. (ضعَّفه الألباني.)
ويعد الملح في الهندوسية مبشِّرًا وجالبا للحظ حيث كان يستعمل في بعض الطقوس الدينية وعند الزواج. أما معتنقي ديانة الجاينية فيقدمون أرزا غير مطبوخ مع قليل من الملح للآلهة كي يثبتوا مدى التزامهم بهذا الدين، وكذلك فإنهم ينثرون الملح على بقايا جثة الميت بعد حرقها قبل دفن الرماد. كما يعتقد معتنقو الماهايانية بأن الملح يطرد الأرواح الشريرة، فعند عودتهم من المقبرة ينثرون بعضا من الملح على كتفهم الأيسر لطرد هذه الأرواح ومنعها من دخول المنزل. وفي بعض الطقوس الشنتوية فإن الملح يستخدم في تطهير الأماكن والأشخاص وتوضع أكوام الملح على أطباق عند مداخل المؤسسات طردا للأرواح الشريرة وجلبا لأصحاب الأموال.
وفي الكتاب العبري (التوراة) ذُكر الملح قرابة 35 مرة، أحدهم في قصة زوجة لوط - عليه السلام- حيث حوِّلت إلى عمود ملح عندما التفتت إلى قريتي سدوم وعمورة عند تدميرهما (سفر التكوين). وكما قام القاضي أبو معيلق عند تدميره مدينة شكيم برش الملح كلعنة على من يسكن هذه الأرض مرة أخرى. وفي سفر أيوب تم ذكر الملح للمرة الأولى كبهارات. وفي كتب العهد الجديد ذكر الملح ست مرات ويذكرون بأن المسيح أشار لأتباعه بأنهم «ملح الأرض». كما يستخدم الملح عند طرد الأرواح الشريرة، وأحيانا يُضاف للماء ويستعمل عند ترسيم الكهنة.
وعند اليهود فيجب تواجد كل من الماء والملح عند المذبح، وفي طقوس واحتفالات أخرى.